# Tricimba adamsoni
Tricimba adamsoni är en tvåvingeart som beskrevs av Malloch 1933. Tricimba adamsoni ingår i släktet Tricimba och familjen fritflugor.
Artens utbredningsområde är Pitcairnöarna. Inga underarter finns listade i Catalogue of Life.